# Мистфаль приходит утром
«Мистфаль приходит утром» (англ. With Morning Comes Mistfall) — научно-фантастический рассказ американского писателя Джорджа Мартина, входит в цикл «Тысяча миров». Впервые опубликован журналом Analog Science Fiction and Fact в 1973 году. Впервые в 1974 году Джордж Мартин был номинирован на премии Hugo и Nebula за этот рассказ. Позже в 2003 году был включен в Ретроспективу.

## Содержание
На планету «Призрачный мир» прибывает главный герой — журналист. Планета «Призрачный мир» едва пригодна для жизни, каждое утро с гор спускается туман, названный Мистфаль.
На планете проживают немного людей и единственным зданием является отель для искателей призраков и острых ощущений. Отель расположен на вершине одной из гор. По слухам и легендам, в тумане обитают призраки.
Экспедиция, с которой прибыл главный герой, попытается доказать или опровергнуть существование призраков.

## Примечание
1. ↑  1974 Hugo Awards. The Hugo Awards (англ.). 26 июля 2007. Архивировано из оригинала 7 мая 2011. Дата обращения: 29 августа 2017.
2. 1 2  Awards DRAFT | George R.R. Martin. www.georgerrmartin.com. Дата обращения: 29 августа 2017. Архивировано 30 августа 2017 года.
3. ↑  The Locus Index to SF Awards: 1974 Nebula Awards (5 июня 2011). Дата обращения: 29 августа 2017. Архивировано 5 июня 2011 года.